# Prvenstvo Hrvatske u hokeju na ledu 1940./41.
Prvenstvo Hrvatske u hokeju na ledu u sezoni 1940./41. osvojilo je Varaždinsko športsko društvo.
Prvenstvo se je igralo u okviru Banovine Hrvatske. Favorit prvenstva bio je HAŠK, koji je prošle sezone na državnom prvenstvu koje se je održalo u Ljubljani bila najbolja hrvatska momčad. HAŠK je tada bio drugi iza prvaka Ilirije. HAŠK je za ovu sezonu prikupio jaku momčad.
VŠD je prvu utakmicu igrao s HAŠK-om. Pobijedio je VŠD rezultatom 1:0. Pobjednik ove utakmice igrao je poluzavršnicu u Zagrebu s KSU iz Karlovca. Drugi par bili su zagrebački ZKD i karlovački KSU. Do utakmice nije došlo, nego je kao finalist ušao ZKD. 
Završnica se tako igrala siječnja 1941. u Zagrebu protiv ZKD-a. Pobijedio je 3:2, nakon vodstva od 3:0. Uskoro se spustila magla, 7 minuta prije kraja susreta. Suci su priznali kontroverzan pogodak, na što su igrači VŠD-a napustili klizalište. Sutradan se odigralo po regularnim uvjetima preostalih 7 minuta. Ostalo je 3:2 za VŠD.
VŠD je igrao u sastavu: Renaud, A. Takač, Klobučarić, Antolić, Vojtjehovski, Vrančić i Cerinski. Nešto poslije odigrana je prijateljska utakmica između VŠD-a i KSU-a koja je zbog ovih osporavanja bila neslužbenim dvobojem za prvaka. VŠD je pobijedio 1:0.
VŠD je poslije sudjelovao na prvenstvu Jugoslavije. U poluzavršnici je pobijedio subotički Palić 7:0, a u završnici je izgubio od Ilirije 10:0.